# Valeriu Butulescu

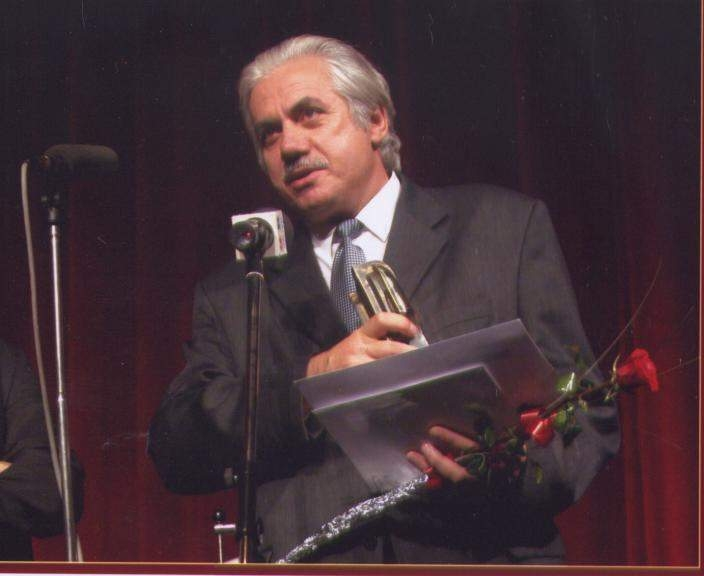
Valeriu Butulescu

Valeriu Butulescu (n. 9 februarie 1953, satul Preajba, județul Gorj, România) este un poet, prozator, traducător și autor de aforisme. Este membru al Uniunii Scriitorilor din România.

## Biografie
Valeriu Butulescu a studiat la Universitatea din Lodz, și la Academia de Mine și Metalurgie din Cracovia din Polonia. Este inginer și doctor în științe tehnice Arhivat în 13 martie 2016, la Wayback Machine.. 

### Activitate literară
În ianuarie 1990 a înființat săptămânalul Semnal, prima publicație particulară din Valea Jiului și  publicația de umor politic Papagalul. A debutat în 1972, în revista școlară Mărturisiri literare, sub coordonarea profesorilor Nicolae Cherciu și Simion Părăian. Debutul editorial, în 1985, cu volumul de aforisme Oaze de nisip, publicat la Editura Litera din București. A debutat ca dramaturg în 1993 cu comedia Hoțul cinstit, pe scena Teatrului Dramatic din Petroșani. A publicat treizeci de volume de eseuri, poezie, teatru, traduceri. O largă popularitate au câștigat aforismele sale, fiind traduse și publicate în numeroase limbi și apreciate de mari personalități și președinți de state Arhivat în 8 mai 2014, la Wayback Machine.. A scris și a publicat unsprezece piese de teatru, dintre care opt i-au fost puse în scenă.

## Volume publicate
1.	Oaze de nisip, (aforisme). Editura Litera, București, 1985
2.	Oaze de nisip, (aforisme, în „Debut ’86”). Prefață: Nelu Oancea. Editura Cartea Românească, București, 1986
3.	Sand Oasis – Piaszczysta Oaza (aforisme), ediție bilingvă engleză-poloneză. Traducere: Karon Campbell și Eva Ziem. Editura „Language Bridges”, Richardson, Texas, Statele Unite ale Americii, 1989
4.	Sand Oasis (aforisme), ediție în limba engleză. Traducere de Karon Kampbell și Eva Ziem.
Postfață Tadeusz Nowak.Editura Language Bridges, Richardson, Statele Unite ale Americii, 1989
5.	Stepa memoriei (aforisme). Prefață: Constantin Sorescu. Editura „Călăuza”, Deva, 1993
6.	Creșterea neființei (poezie), Editura Fundației Culturale I.D. Sîrbu, Petroșani, 1994
7.	Veșnicie provizorie (teatru). Prefață: Dumitru Velea. Editura Fundației Culturale I.D. Sîrbu, Petroșani, 1996
8.	Lirică poloneză (traduceri), Editura Fundației Culturale I.D. Sîrbu, Petroșani, 1996
9.	Plains of Memory (aforisme), ediție în limba ebraică. Editura Manor, Tel Aviv 1999
10.	Minnenas Stapp (aforisme), ediție în limba suedeză.Postfață: Eva-Marie Sjobeck. Traducere: Irina Schapira și Eva-Marie Sjobeck. Editura S.I.T.B. Forlag, Olofstrom, 1999
11.	Homokvarak (aforisme), ediție în limba maghiară. Postfață: Cornel Ungureanu. Traducere: Emil Gherasim. Editura Korvin Kiado, 1999
12.	Pisecne oazy (aforisme), ediția în limba cehă. Traducere și postfață: Jiří Našinec, Editura Aurora, Praga, 2000
13.	Gedankensplitter (aforisme), ediție în limba germană. Prefață: Holm Fickel.Traducere: Anton Herman. Editura Foster & Borries, Zwickau, 2000
14.	Dracula  (teatru). Prefață: Dumitru Velea. Editura Polidava, Deva, 2001
15.	Presecen oazus (aforisme), ediție în limba bulgară: Postfață: Konstantin Elenkov. Traducere: Spasimir Domaradțki, Sofia 2001
16.	Oasis de arena (aforisme), ediția în limba spaniolă. Traducere și postfață: Ulises Estrella. Editura Casa de la Cultura Ecuatoriana „Benjamin Carrion”, Quito, 2001
17.	Oile Domnului (teatru). Prefață: Marian Barbu. Editura Polidava, Deva, 2001
18.	Piaskowe oazy (aforisme), ediție în limba poloneză. Prefață: Mieczyslaw Kozlowski. Traducere: Lucjan Butulescu. Editura Miniatura, Cracovia, 2001
19.	Imensitatea punctului (aforisme). Prefață: Radu Ciobanu. Editura Polidava, Deva, 2002
20.	Aforizmi (aforisme), ediție în limba ucraineană. Prefață și traducere: Stefan Tcaciuc, Editura Mustang, 2002
21.	Aforismi (aforisme), ediție în limba italiană: Prefață: Giuseppina Firoavanti: Traducere: Giocondina Toigo și Aurelia de Bacco. Editura Agora, Belluno
22.	Samson (teatru). Prefață: Valentin Tașcu. Postfață: Al. Florin Țene. Editura Polidava, Deva, 2003
23.	Aphorismes (aforisme), ediție în limba franceză. Postfață:Cezara Kolesnik, Traducere: Genevieve  Gomez, Jean Gomez și Paulian Furtună. Editura: Maple Red, Toronto, 2003
24.	Pesciansie Oazusi (aforisme), ediție în limba rusă. Prefață: Tatiana Zinkevici-Estigneeva. Traducere: Stanislav Karpenok, Editura Jeci, Sankt Petersburg, 2003
25.	Thanh than va trom cuop (aforisme), ediție în limba vietnameză. Prefață: Vo Khac Nghiem. Traducere: Pham Viet Dao. Editura VH N.X.B. VAN HOC, Hanoi, 2004
26.	Pasărea de aur (teatru). Prefață: Adrian Țion. Editura Sitech. Craiova, 2004
27.	Frunze fără ram (aforisme). Prefață: Octavian Opriș. Editura Emia, Deva, 2004
28.	Iarnă în Rai (teatru). Prefață: Horia Gârbea. Editura Emia, Deva, 2004
29.	Oases van zand (aforisme), ediție în limba olandeză. Traducere și postfață: Jan Willem Bos. Editura Go-Bos-Pres, Amsterdam, 2004
30.	Drumul spre Nghe An (proză, în colaborare cu Mircea Ghițulescu, Horia Gârbea și Mircea Petean). Prefață: Constantin Lupeanu. Editura „Muzeul Literaturii Române”, București, 2004
31.	Don Siempre. Piesă de teatru publicată integral de revistra „Drama”, nr. 1 – 2, București, 2005
32.	Wahatun min raml (aforisme), ediție în limba arabă. Prefață și traducere: Naji Naaman, Editura Maison Naaman pour la Culture, Jounieh,2006
33.	Piesocne oazy (aforisme), ediție în limba slovacă. Postfață și traducere: Gabriela Popa și Hildegard Buncakova. Editura Dugaprint Zilina, 2006
34.	Avazia oasis me (aforisme), ediție în limba armeană: Prefață A. Sepetian. Traducere: Georges Yegheyan. Editura Maison Naaman pour la Culture, Jounieh, 2007
35.	Lulet perjetesise (aforisme), ediție în limba albaneză. Traducere și prefață: Baki Ymeri. Editura Bashkesise Kulturore te Shikptare, 2007
36.	Docasna vecnost (Veșnicie provizorie), traducere și prefață: Jana Palenikova. Piesă de teatru publicată integral în „Revue svetovej literatury” nr1,  Bratislava, 2007
37.	Dashte az shan (aforisme), ediție în limba persană. Traducere: Manigeh Mohibbi. Editura Maison Naaman de la Culture, Jounieh, 2008
38.	Elst baiamburd (aforisme), ediție în limba mongolă. Traducere și prefață: Gun Aiav Ayurzana. Editura The Pen-Club Mongolia, Ulan Bator, 2008
39.	Arstider i Skeptikerens Himmel (aforisme), ediția în limba daneză. Prefață și traducere: Camelia Elias și Bent Sorensen. Editura  Eye Corner Press, Roskilde, 2008
40.	Țarstvoto na zvorot/Vâsiljeatsa – a zborlui (aforisme, volum bilingv în macedoneană și aromână). Traducere: Vanghea Mihanj-Steryu, Anita Steryu-Dragovich, Hristu Cândroveanu. Editura SSAAM,  Skopje, 2009
41.	Avsa min ramla (aforisme), ediție în limba siriacă. Postfață și traducere: Nu’il Bulus Jamil. Editura Maison Naaman de la Culture, Jounieh, 2009
42.	Infinitul Brâncuși (teatru, volum trilingv, în română, engleză și portugheză). Traducere: Roxana Ripeanu și Alexandra Alva. Editura Măiastra, Târgu – Jiu, 2009
43.	Insula femeilor (teatru). Editura Măiastra, Târgu – Jiu, 2009
44.	Noroi aurifer (aforisme), prefață de Vasile Ponea, Editura „Scrisul Românesc” Craiova, 2010
45.	Fragmentarium (aforisme), Prefață Gh. Grigurcu, Editura "Scrisul Românesc" Craiova 2010
46.	Oasi di sabia (aforisme în limba italiană). Traducere de Alina Breje. Prefață de Fabrizio Caramagna, Editura „Genesi” Torino, 2011
47.	Pescane oaze (aforisme în limba sârbă) Traducere de Goran Mrakic. Prefață de Milan Bestic. Editura ALMA, Belgrad, 2011
48.	Pescene oaze (aforisme în limba slovenă), Traducere și prefață de Franci Cec, Editura „Institut za coaching”, Radece, 2011
49.     Aforismos (aforisme),ediția a doua în limba spaniolă , Traducere și prefață de Cătălina Iliescu Gheorghiu, Editura ECU,Alicante 2012
50.     Pjescane oaze (aforisme), ediția în limba croată . Traducere de Goran Mrakic și Mladen Vukovic, Editura Boskovic, Split , 2012
51.     10 poeți cracovieni, (ebook), ediție bilingvă româno-poloneză; traducere din poloneză: Valeriu Butulescu , Editura: Violinne.online-litterature.com/Ebook/, 2012.
52.    Hareazko     Oasiak (aforisme), ediția în     limba bască. Traducere: Hasier Agirre; prefață: Fabrizio Caramagna. Editura     Erroteta, Amorebieta-Etxano, Spania, 2013.
53.    Aforismul     croat contemporan, ebook, autori:  Mladen Vukovic, Valeriu Butulescu, Goran     Mrakic. Editura: Violinne.online-litterature.com/Ebook/,     2013.
54.  Sparagmata     (aforisme), ediția în limba     greacă. Traducere: Angela Bratsou. Postfață: Stavros Deligiorgios, Editura     Allotropo, Atena, 2014.
55.  Pesocne Oazi (aforisme), ediția în limba macedoneană. Traducere și postfață: Vasil Tolevski,. Editura Orion, Skopje, 2014
56. Kvish Oazisebi (aforisme), ediția în limba georgiană. Traducere: Natali Slepakova, prefață de Nino Ivanidze, Editura Chubini, Tbilisi, 2014
57. Fragmentarium/Fragmentaro (aforisme), ediție bilingvă     (română/esperanto) Traducere: Al. Alb, Dinu     Constantin, Per. Aminceanu, At. Samarineanu, Nic. Negru, R. Roșu,     coordonat de M. Verov și T. Xeanu . Editura Asers Publishing, Craiova, 2014.
58. Kum     vahalari (aforisme), ediție     în limba turcă. Traducere: Fatma Sadâc, prefață: Vildan Sadâc Ustundag,     Editura Ex Ponto, Constanța, 2014.
59. Femeile     și ciocolata, poezie de Marzena     Mackojc, prefață și traducere: Valeriu Butulescu. Editura: Violinne.online-litterature.com/Ebook/,  2014.
60. Teatru     (Piese noi), prefață: Ironim     Muntean. Editura Măiastra, Târgu-Jiu, 2014.
61. Pjescane     Oaze (aforisme), ediția în     limba muntenegreană. Traducere: Goran Mrakic, postfață: Bojan Rajevic. Editura     „Risto Ratkovic (RVP), Bijelo Polje, 2014
62. Versuri     alese, poezie de Zofia Walas,     ebook, Traducere și prefață:     Valeriu Butulescu, Editura: Violinne.online-litterature.com/Ebook/,     2015.
63. Piscani     aazis (aforisme), ediție în     limba belarusă,. Traducere: Mira Luksha, prefață: Anatol Kreidici. Editura     Uniunii Scriitorilor din Belarus, Filiala Brest,  2015.
64. Smelio     Oazes (aforisme), ediție în     limba lituaniană: Traducere: Mazena Mackoit, postfață: Tadas Zvirinskis și O.Sermuksniene-Riabinina.  Editura Vilnius, 2015.
65. Aforisme,     ediția în limba chineză.     Traducere: Chen Xiao Ying, prefață: Constantin Lupeanu. Editura  Zhongyi中译,, Beijing, 2016.
66. Caietul albastru (aforisme), prefață: Lucian Velea. Editura Unicorn, Constanța, 2016.
67. Din lirica poloneză contemporană, ebook, traducere: Valeriu Butulescu. Editura: Violinne.online-litterature.com/Ebook/,  2016.
68. Kanafer, poezie de Liliya Gazizova, ebook, prefață și traducere:Valeriu Butulescu, Editura: Violinne.online-litterature.com/Ebook/,  2017.
69. Maculator existențial (aforisme), prefață: Alex  Ștefănescu, postfață: Aureliano Sainz, Editura Libris, Brașov, 2018.

PREMIERE TEATRALE
1. HOȚUL CINSTIT     (Veșnicie provizorie), comedia amară. Scenografia: Elena Buzdugan, regia     artistică Rodica Băițan.  Premiera:     08.04 1993, Teatrul Dramatic "Ion D. Sîrbu”, Petroșani.
2. LOGICA RĂTĂCIRII,     comedie. Regia artistică și scenografia: Nicolae Gherghe.     Premiera:16.06.1994, Teatrul Dramatic „Ion D. Sîrbu”, Petroșani.
3. PACEA CU ZMEII,     comedie. Scenografia: Elena Buzdugan, regia artistică: Marcel Șoma.     Premiera: 05.02.1999, Teatrul Dramatic „Ion D. Sîrbu”, Petroșani.
4. OILE DOMNULUI,     comedie. Scenografia: Torino Bocaniciu, regia artistică: Boris Melinti.     Premiera: 01.03.2003. Teatrul de Revistă, Deva.
5. HOȚUL CINSTIT, comedie amară.     Scenografia: Petru Bălan, regia artistică: Anatol Pânzaru. Premiera: 12.02.2004,     Teatrul Național "Vasile Alecsandri" , Bălți, Republica Moldova.
6. VEȘNICIE PROVIZORIE, comedie amară.     Scenografia: Elena Buzdugan, regia artistică: Horațiu Ioan Apan. Premiera:     23.04. 2004, Teatrul Dramatic „Ion D. Sîrbu”, Petroșani.
7. ȘTEFAN CEL VIU,     dramă. Scenografia: Torino Bocaniciu, regia artistică: Boris Melinti.     Premiera: 02.07.2004, Teatrul de Revistă, Deva.
8. IARNĂ ÎN RAI,     dramă. Spectacol lectură. Regia artistică: Dan Victor. Premiera:  30.03.2005,  Sala Oglinzilor. Uniunea Scriitorilor,     „Theatrum Mundi”, București.
9. INFINITUL BRÂNCUȘI,     dramă. Teatrul Național Radiofonic. Regia artistică: Mihai Lungeanu.     Realizator: Magda Duțu. În rolul principal: Ștefan Iordache. Premiera: 13     martie 2007, Teatrul „Majestic”, București.
10. HOȚUL CINSTIT,     comedia amară. Regia artistică: Matei Varodi. Premiera: 13 Decembrie 2007,     Teatrul „Al. Davila, Pitești.
11. DON SIEMPRE,     dramă.  Premiera: 28.03.2009. Trupa     de Teatru a Colegiului Național „Tudor Vladimirescu”, Târgu Jiu.
12. INSULA FEMEILOR,     comedie. Spectacol lectură. Regia artistică: Gabriela Dumitru. Premiera:     12.05. 2009, Teatru de Comedie, București.
13. HOȚUL CINSTIT,     comedie. Regia artistică: Gabriel Gherbăluță. Premiera: 26.11.2009,     Teatrul „Fani Tardini” Galați.
14. CARNAVALUL DURERII,     comedie amară. Regia: Valentin Popa. Premiera: 08.05.2010, Trupa de Teatru     a Liceului de Artă „Ștefan Luchian”, Botoșani, Festivalul „Artele     copilăriei”, Botoșani.
15. OILE DOMNULUI,     comedie, film. Premiera: 12.02.2011, Festivalul Internațional” Stop     conflict, Exprimă-te prin artă",     București.
16. INSULA FEMEILOR,     comedie. Spectacol lectură. Regia artistică: Mircea Marin. Premiera:     22.02.2010, Sala Oglinzilor, Uniunea Scriitorilor, Teatrul Metropol, București.
17. DON SIEMPRE,     dramă. Regia artistică: Diana Tănase. Premiera: 15.04. 2011, Festivalul     Teatrului Studențesc, Galați.
18. PACEA CU ZMEII,     comedie, Regia artistică: Laura Orban. Premiera: 22.05.2011, Trupa de     teatru a Școlii „Iuliu Maniu” din Arad, , Festivalul Internațional     „Theatrum Mundi, Arad.
19. INSULA FEMEILOR,     comedie. Regia artistică: Gabriela Barabaș. Premiera: 24.05.2011. Centrul     de Teatru Liceal, Casa de Cultură „Leopoldina Bălănuță”, Focșani.
20. DOCASNA VECNOSC (VEȘNICIE     PROVIZORIE), comedie. Regia artistică: Viera Marsinova,     traducere în slovacă: Jana Palenikova. Premiera: 16.03.2012, Teatrul     „Divadlo mladych L. Stanceka”. Prievidza,     Slovacia.
21. PACEA CU ZMEII,     comedie. Regia artistică: Ștefan Iordache. Premiera: 09.06.2012, trupa     „Andantino”, București, Festivalul de Teatru pentru Adolescenți „Mark     Twain”, Teatrul „Rapsodia”,     București.
22. PACEA CU ZMEII,     comedie. Regia artistică: Sidonia Bogomaz. Premiera: 12.06.2012, Trupa de     Teatru  „Dionoia”     București,Festivalul de Teatru pentru Adolescenți „Mark Twain”, Teatrul     „Rapsodia”, București.
23. INSULA FEMEILOR,     comedie. Scenografia: Adriana Elena Vâlcea,  regia artistică: Nicu Ioan Popa.     Premiera: 13.09.2011, Teatrul „Proart”, Centrul Cultural „Eugen Ionescu”, Slatina.
24. VEȘNICIE PROVIZORIE,     comedie amară. Regia artistică: Aurora Breazu. Premiera: 12.10.2011,     Penitenciarul din Drobeta-Turnu     Severin;
25. SATUL ELECTRONIC,     comedie: Premiera: 18.10.2011. Regia: Tatiana Melania Cauni; Trupa de     teatru „Masca” a Liceului "Emil Racoviță”, Baia Mare, în cadrul     Festivalului „Teatrul – un joc al ideilor”, Baia Mare.
26. PACEA CU ZMEII,     comedie. Regia artistică: Petronela Petrea. Premiera: 27.03.2012, Trupa de     Teatru  din Valea Lupului”,     Festivalul „Hai la teatru!”, Teatrul „Luceafărul”, Iași.
27. INSULA FEMEILOR,     comedie. Regia artistică: Bianca Holobuț. Premiera: 02.04.2012, Trupa     Liceului „Mihai Eminescu”, Teatrul Dramatic „I.D. Sîrbu”, Petroșani.
28. VEȘNICIE PROVIZORIE,     comedie amară. Scenografia: Constanța Munteanu, regia artistică: Cătălina     Bostan. Teatrul „Gong” Roman.      Premiera: 04.04.2012,      Festivalul Național de Teatru      Liceal „Primavera”, Cazinoul Sinaia.
29. INSULA FEMEILOR,     comedie. Scenografia: Alexandru Radu, regia artistică: Ioan Cristian.     Premiera: 12.05.2012, Teatrul Dramatic "I. D. Sîrbu", Petroșani.
30. INSULA FEMEILOR,     comedie. Regia artistică: Camelia Circa Chirilă, Regia tehnică: Simona     Moți, Trupa de teatru a Colegiului Național „Moise Nicoară” Arad. Premiera:     26 mai 2012, Festivalul internațional „Theatrum Mundi”, Arad
31. INSULA FEMEILOR,     comedie. Regia artistică: Cristian Bajora, Premiera: 11.09.2012, Teatrul     „În Culise, București.
32. PACEA CU ZMEII,     comedie. Regia artistică: Mattylena Boiu, premiera: 23 aprilie 2013,     Teatrul „Catharsis”, Centrul Cultural „Gr. Vasiliu Birlic”, Fălticeni.
33. RUGUL APRINS,     dramă: Regia artistică: Cristian Bajora, spectacol lectură, Teatrul „În     Culise”, 24 iunie 2013, București.
34. PACEA CU ZMEII (POVESTE DE ADORMIT     ADULȚI), comedie. Regia artistică:Loredana Voicu și     Izabela Gîrbea; premiera : 16 septembrie 2013, Trupa „Lyceum”, Casa de     Cultură Ploiești.
35. PACEA CU ZMEII (POVESTE DE ADORMIT     ADULȚI), comedie. Regia artistică: Mirela Găman,     premiera: 15 octombrie 2013, Trupa „Face Act”, Craiova.
36. PACEA CU ZMEII (FĂT FRUMOS DIN     FERENTARI), comedie: Regia artistică: Irina Enache,     premiera:14 decembrie 2013, Teatrul „În Pod la Historia”, București.
37. RUGUL APRINS,     dramă. Regia artistică: Cristian Bajora, Adaptare radiofonică: Mihai     Lungeanu, Teatrul Național Radiofonic, 16 decembrie 2013, București.
38. SATUL ELECTRONIC, comedie.     Regia artistică: Cătălina Bostan și Vlad Ianuș. Premiera: 30 martie 2014,     Teatrul „Gong”, Roman.
39. PACEA CU ZMEII, comedie. Regia artistică: Liana Resteanu.     Premiera: 30.05.2014, Teatrul „Cutezătorii”, Craiova.
40. PACEA CU ZMEII (FĂT FRUMOS DIN     FERENTARI), comedie. Regia artistică: Irina Enache.     Premiera: 24 iulie 2014, „Teatrul Roșu”, București.
41. OILE DOMNULUI,     comedie. Regia artistică: Liliana Sorian.      Premiera: 05.06.2014, , Teatrul „Trupa fără nume”, Festivalul de     teatru Rotaract, Satu Mare.
42. LOGICA RĂTĂCIRII, comedie.     Regia artistică: Diana Oana Sabău. Premiera: 18 iunie 2014, Trupa „As We     Are”, Gura Humorului.
43. HERGHELIA ALBASTRĂ, comedie.     Scenografia: Măriuca Ignat Regia artistică: Nicoleta Dănilă. Premiera: 28     martie 2015, Teatrul Dramatic „Ion. D. Sîrbu”, Petroșani.
44. PACEA CU ZMEII, comedie.     Regia artistică: Tatiana Melania Cauni, Trupa de teatru „Masca”, Premiera     28 aprilie 2015, Teatrul de Păpuși Baia     Mare.
45. INSULA FEMEILOR,     comedie. Regia artistică: Nicu Ioan Popa. Premiera: 30 aprilie 2015, Trupa     Școlii Populare de Arte și Meserii Slatina, Slatina.
46. PACEA CU ZMEII, comedie.     Regia artistică: Ramona Cone. Trupa Penitenciarului Craiova. Premiera: 18     noiembrie 2015, Teatrul „Nottara”,     București.
47. PACEA CU ZMEII, comedie.     Regia artistică: Anca Maria Tifrea Hingan, Trupa de teatru a Colegiului     Național „Mihai Eminescu” din Toplița, Premiera 19 aprilie aprilie 2016,     Festivalul de Teatru Școlar”, Harghita.
48. VEȘNICIE PROVIZORIE,     comedie amară. Regia artistică: Cristina-Lenuța Coșarcă, Trupa de teatru a     Colegiului Național „Mihai Eminescu” din Toplița, Premiera 20 aprilie     2016, Festivalul de Teatru Școlar”, Harghita.
49. PACEA CU ZMEII, comedie.     Trupa de teatru „Amphitrion” a Liceului Teoretic „Grigore Moisil” din     Tulcea,  premiera: 28 mai 2016, Tulcea
50. INFINITUL BRÂNCUȘI,     dramă. Scenografia: Vioara Bara, Regia artistică: Gelu Badea. Premiera: 14     mai 2015, Teatrul Dramatic „Ion. D. Sîrbu”, Petroșani.
51. PACEA CU ZMEII, comedie.     Regia artistică: Dorina Adriana Mihail și Florentina Lavrente. Trupa de teatru a Liceului Teoretic „C.     Brătescu”, Isaccea. Premiera: 28 mai 2016, Palatul Copiilor, Tulcea.
52. SATUL ELECTRONIC, comedie.     Trupa de teatru „Reverența” a Școlii Gimnaziale „Simion Bărnuțiu”  din Baia Mare. Premiera: 4 iunie 2016, Baia Mare.
53. PACEA     CU ZMEII (ȚARA LUI PAPURĂ VODĂ SAU POVESTE DE ABURIT ADULȚI), comedie. Regia artistică: Andrei Ciobanu,     premiera: 23 iulie 2016,  Ateneu, Iași.
54. SATUL     ELECTRONIC, comedie,. Regia     artistică: Cătălina Bostan. Trupa de teatru „Gong”, Roman. Premiera: 7     august 2016, Casa de Cultură,     Roman.
55. PACEA     CU ZMEII, comedie. Regia     artistică: Dorin Mihăilescu. Scenografia: Sandu Maftei. Premiera: 18 februarie     2017, Teatrul „Victor Ion Popa"     Bârlad.
56. PACEA     CU ZMEII, comedie, Trupa de     teatru „Arabella”a Colegiul Național „Vasile Alexandri”, Galați. Premiera:     13 aprilie 2017, Galați.
57. INSULA     FEMEILOR, comedie. Regia     artistică: Alexandra Gordea. Premiera: 5 iulie 2017, Teatrul de Artă     București, București.

## Premii literare
- 2000: Premiul pentru Excelență în Cultură „Valea Jiului” , Petroșani
- 2001: Diplomă de Excelență pentru trei decenii de activitate literară, Direcția Județeană pentru Cultură, Deva
- 2001: Premiul „BENE MERENTI” pentru trei decenii de activitate literară, Consiliul Județean Hunedoara, Deva
- 2001: Premiul „OMNIA” pentru trei decenii de activitate literară, Primăria Petroșani
- 2003: Diplomă de Excelență pentru activitate literară, acordat de Direcția Județeană pentru Cultură, Deva
- 2003: Diplomă de Excelență pentru activitate culturală, Cercul de Istorie „Nicolae Iorga”, Petroșani
- 2004: Premiul Uniunii Scriitorilor pentru creație dramatică originală, la „Festivalul dramaturgiei românești”, Timișoara
- 2004: Premiul special al revistei canadiene „Observator” pentru aforisme, Toronto
- 2009: Premiul I cu "Insula femeilor" la Festivalul Comediei Românești FESTCO 2009, Ediția a VII-a, București
- 2006: Premiul pentru Literatură „Naji Naaman”, Fundația „Naaman” pentru Cultură, Beirut
- 2010: Premiul „Cercul de Aur” pentru aforisme, acordat de „Beogradski Aforisiciarski Krug”, Belgrad
- 2010: Premiul 1 cu spectacolul „Satul electronic” la Festivalul „Teatrul, un joc al ideilor”, Baia Mare
- 2010: Spectacolul cu piesa „Carnavalul durerii” este nominalizat pentru Marele Premiu în cadrul Festivalului „Lyceum 2010”, Botoșani
- 2010: „Premiul pentru Dramaturgie pe anul 2009” pentru piesele „Insula Femeilor” și „Infinitul Brâncuși”, acordat de Uniunea Scriitorilor din România, Filiala Sibiu
- 2010: Premiul pentru merite în cultură, acordat de Primăria Petroșani
- 2010: Premiul „ Domanovic” acordat de Fundația Culturală „ Milivoje Domanovic” pentru literatură satirică, Belgrad
- 2011: Premiul „Cel mai bun scriitor al Văii Jiului în anul 2010”, acordat de Grupul de presă „Exclusiv”, Petroșani
- 2011: Premiul „Welika Plaketa” la Festivalul de Satiră din Bosnia Herțegovina, Bilinja
- 2011: Premiul „ Dragisa Kasikovic” pentru cartea de aforisme „Pescane Oaze”, acordat de Fundația Culturală „Srpska rec”, Belgrad
- 2011: Titlul de „Ambasador Extraordinar al Culturii” acordat de fundația libaneză "Maison Naaman pour la Culture", Beirut
- Premiul „Excelsior - 2011” acordat de Primăria din Petroșani pentru promovarea imaginii culturale a municipiului peste hotare.
- 2012: Premiul 1 pentru spectacolul cu piesa „Veșnicie Provizorie”, în interpretarea trupei „Gong” din Roman, la Festivalul de teatru „Viceversa”, Cluj - Napoca
- 2012: Premiul „Malopolska Nagroda Literacka – Stanczyk Kosmopolita" la Festivalul de Literatură Independentă FLN, Cracovia
- 2012: Premiul de Excelență 2011 al Uniunii Scriitorilor din România, Filiala Sibiu
- 2012: Premiul 1 pentru spectacolul cu piesa "Veșnicie provizorie" în interpretarea trupei "Gong" din Roman , la Festivalul de teatru "Primavera" Sinaia ,2012
- 2012: Premiul 1 pentru spectacolul cu piesa   "Veșnicie provizorie" în interpretarea trupei 'Gong' din Roman , la Festivalul de teatru "Viceversa" ,Cluj-Napoca ,2012.
- Premiul special al juriului pentru spectacolul cu piesa   "Veșnicie provizorie" în interpretarea trupei "Gong" din Roman , la Festivalul de teatru de la Piatra Neamț ,2012.
- Premiul 2 la Concursul Internațional de  Aforistică "Torino in Sintesi". Torino , 2012
- Premiul Special pentru "complexa operă aforistică reprezentată prin traducerea în italiană a volumului Oasi di Sabbia" întreaga activitate aforistică, oferit de Asociația de promovare a literaturii filosofice și spirituale "Il Mondo delle Idee", 20 octombrie , 2012.
- Premiul Exclusiv ,pentru "Cel mai bun om de cultură în anul 2012" , acordat de Fundația "Exclusiv" ,Petroșani, februarie 2013.
- Medalia "Pro urbe", acordată de Primăria Municipiului Petroșani pentru activitate literară , 24.01.2013.
- Premiul Excelsior , pentru "promovarea imaginii culturale a Municipiului Petroșani peste hotare" , acordat de Primăria Petroșani, aprilie 2013.
- Premiul I la Festivalul de Teatru Liceal și Studențesc, Ploiești pentru spectacolul "Veșnicie provizorie" , prezentat de Trupa "Gong" din Roman , regia :Cătălina Bostan, mai 2013.
- Marele premiu, la Festivalul Satirei Balcanice, pentru "promovarea literaturii satirice în Balcani" acordat de Asociația Scriitorilor din Serbia , Aleksinac ,Serbia , 8 iunie 2013.
- Premiul I pentru spectacolul cu piesa "Veșnicie provizorie" în interpretarea trupei "Antract" din Săveni, Botoșani,la "Festivalul de teatru Lyceum" din Botoșani, aprilie 2017
- Premiul Excelsior, pentru „promovarea imaginii culturale a municipiului Petroșani peste hotare”, acordat de Primăria Petroșani, ianuarie 2017.
- Premiul Exclusiv, pentru „Cel mai bun scriitor în anul 2016”, acordat de Fundația „Exclusiv”, Petroșani, februarie 2017,
- Trofeul Festivalului de Teatru "Bujor Macrin", editia I, pentru spectacolul "Satul electronic”, interpretat de trupa de teatru “Gong” , 1 septembrie 2017, Brăila;
- Marele Premiu “Sapiens Piroboridava” la Festivalul Internațional al Aforismului pentru Românii de Pretutindeni,  7 octombrie 2017, Tecuci